# Saint-Bruno-de-Kamouraska
Pour les articles homonymes, voir Bruno.
Saint-Bruno-de-Kamouraska  est une municipalité dans la municipalité régionale de comté de Kamouraska au Québec (Canada), située dans la région administrative du Bas-Saint-Laurent.

## Histoire
Les terres ont été divisées selon le système de cantons, implanté par le régime britannique. Le canton Woodbrige correspond en grande majorité aux limites de la paroisse. En raison d'un manque de terre dans la Seigneurie de Kamouraska, le canton commença à être peuplé vers 1834.  La municipalité du canton de Woodbridge, créée en 1887, a vu son nom de même que son statut modifiés en 1986 pour ceux de municipalité de Saint-Bruno-de-Kamouraska. La municipalité a inspiré la chanson St-Néant de François Pérusse.

## Géographie
La municipalité est située à 152 mètres en altitude par rapport au fleuve Saint-Laurent.
La rivière Kamouraska traverse le nord-ouest de la municipalité vers le nord-est.
La rivière Saint-Denis coule dans le nord-ouest vers le nord jusqu'à sa confluence avec la rivière Kamouraska.
La rivière de la Bouteillerie traverse l'ouest vers le nord jusqu'à sa confluence avec la rivière Saint-Denis.
La rivière du Loup traverse le centre de la municipalité du sud-ouest vers le nord-est.
La rivière Manie coule dans le sud vers le nord jusqu'à sa confluence avec la rivière du Loup.
La Rivière aux Loutre traverse le sud-est vers le nord-est.
À partir de son crénon, dans le nord, la rivière Pivard coule vers le nord-est.

## Démographie
| 1996 | 2001 | 2006 | 2011 | 2016 | 2021 |
| ---- | ---- | ---- | ---- | ---- | ---- |
| 529  | 552  | 534  | 534  | 541  | 515  |

## Personnalités
- Gabrielle Filteau-Chiba, romancière québécoise, s'est installée plusieurs années à Saint-Bruno-de-Kamouraska, dans une cabane puis dans une maison[4], et en a été aussi conseillère municipale pendant quelque temps[5].

## Administration
Les élections municipales se font en bloc pour le maire et les six conseillers.
| Saint-Bruno-de-Kamouraska Maires depuis 2001                                                                         |                  |         |          |
| Élection | Maire            | Qualité | Résultat |
| 2001 | Normand Lévesque |         | Voir     |
| 2005 | Gilles Bois      |         | Voir     |
| 2009 | Roger Lavoie     |         | Voir     |
| 2013 | Roger Lavoie     | Voir    |          |
| 2017 | Richard Caron    |         | Voir     |
| 2021 | Richard Caron    | Voir    |          |
| Élection partielle en italique Depuis 2005, les élections sont simultanées dans toutes les municipalités québécoises |                  |         |          |